# 野迎春
野迎春（学名：[Jasminum mesnyi] 错误：{{Lang}}：文本有斜体标记（帮助）），又名黄馨、云南黄馨、云南黄素馨、迎春柳花、金腰带、金梅花、金铃花，为木犀科素馨属的植物，是中国的特有植物。分布在中国大陆的云南、四川、贵州等地，生长于海拔500米至2,600米的地区，一般生于峡谷和林中。